# Изложба „Нови чланови” (1969)
Изложба „Нови чланови” се одржала у периоду од 10. до 23. марта 1969. године у Уметничком павиљону „Цвијета Зузорић”.

## Уметнички савет
Пријем нових чланова и избор радова за изложбу је извршио Уметнички савет Удружења ликовних уметника Србије у следећем саставу:
- Сликарска секција
  - Божидар Продановић
  - Михаил Беренђија
  - Мило Димитријевић
  - Александар Луковић
  - Мома Марковић
  - Саша Мишић
  - Слободан Петровић

- Вајарска секција
  - Анте Гржетић
  - Ангелина Гаталица
  - Нандор Глид
  - Славољуб Станковић

- Графичка секција
  - Богдан Кршић
  - Миливој Елим Грујић
  - Бранислав Макеш

## Излагачи
1. Драгослав Аксентијевић
2. Светомир Арсић
3. Љиљана Блажеска
4. Славољуб Богојевић
5. Јоана Вулановић
6. Ратко Вулановић
7. Владимир Георгиевски
8. Александар Дедић
9. Драган Добрић
10. Михајло Тикало Ђоковић
11. Божидар Здравковић
12. Јован Зец
13. Слободан Ети Јовић
14. Драгош Калајић
15. Јулијана Киш
16. Љиљана Ковачевић
17. Драгана Милисављевић
18. Нада Жужић Оњин
19. Бранимир Пауновић
20. Јован Ракиџић
21. Незир Чорбић
22. Милорад Џелатовић